# Мессарош Катерина Іванівна
Мессарош Катерина Іванівна - громадська діячка, почесна громадянка Катеринослава. 
Дочка Марії Степанівни Кох.

## Громадська діяльність
У 1870-х роках ім'я Катерини Іванівни Мессарош вже було відомо широкій громадськості Катеринослава: у 1872 році вона разом з  Олександрою Риндовською заснувала "Товариство піклування про жіночу освіту в м. Катеринославі", яка на той час була першою в країні. У 1874 році в Катеринославі відкрили безкоштовну загальноосвітню школу для дівчат, а через пять років - фабричну школу.
Першу велику пожертву, розміром у 10 тис. рублів, Катерина Мессарош зробила на будівництво аудиторій народних читань. На будівництво трьохповерхового будинку для безкоштовної школи товариства на проспекті (зараз там знаходиться Будинок Профсоюзів), Катерина Іванівна пожертвувала 25 тис. рублів. Школу відкрили 29 квітня 1912 року. "Ця величезна споруда з воднм опаленням, електричною вентиляцією, с прекрасними класами, мастерскими і великою рекреаційною залою... Це цілий палац, призначений гуманним виховним цілям", - писала газета "Південна Зоря".

## Пам'ять
Катерині Мессарош було присвоєно звання "Почесна громадянка Катеринослава". 
Нині одна з вулиць міста носить її ім'я (раніше Пелина). 
В переоблаштованій будівлі Безкоштовної школи "Товариства піклування про жіночу освіту в м. Катеринославі" зараз знаходиться Будинок профсоюзів у Дніпрі.